# Benjamin Duva
Benjamin Duva (isländska: Benjamín dúfa) är en isländsk barnfilm från 1995 i regi av Gísli Snær Erlingsson. Filmen bygger på boken Benjamín dúfa av Friðrik Erlingsson som också skrev manus till filmen.
Filmen vann priser under filmfestivaler i Bellinzona i Schweiz, Marl i Tyskland, Varna i Bulgarien och Kermān i Iran. Den nominerades till nordisk Amanda under Amandaprisen 1996.

## Handling
Handlingen utspelar sig på 1970-talet där Benjamin och hans vänner bildar en riddarorden för att ta itu med de orättvisor de upplever i grannskapet.

## Rollista
- Sturla Sighvatsson – Benjamin
- Gunnar Atli Cauthery – Roland
- Sigfús Sturluson – Baldur
- Hjörleifur Björnsson – Andrés
- Kári Þórðarson – Helgi
- Guðrún Stephensen – Guðlaug
- Guðmundir Haraldsson – Benjamins pappa
- Elva Ósk Ólafsdóttir – Benjamins mamma
- Guðbjörg Þóroddsen – Baldurs mamma
- Pálmi Gestsson – Andres pappa
- Ólafía Hrönn Jónsdóttir – Andres mamma
- Edward Dickens – Rolands pappa
- Ragnheiður Steindórsdóttir – Rolands mamma